# Het 4e Gymnasium

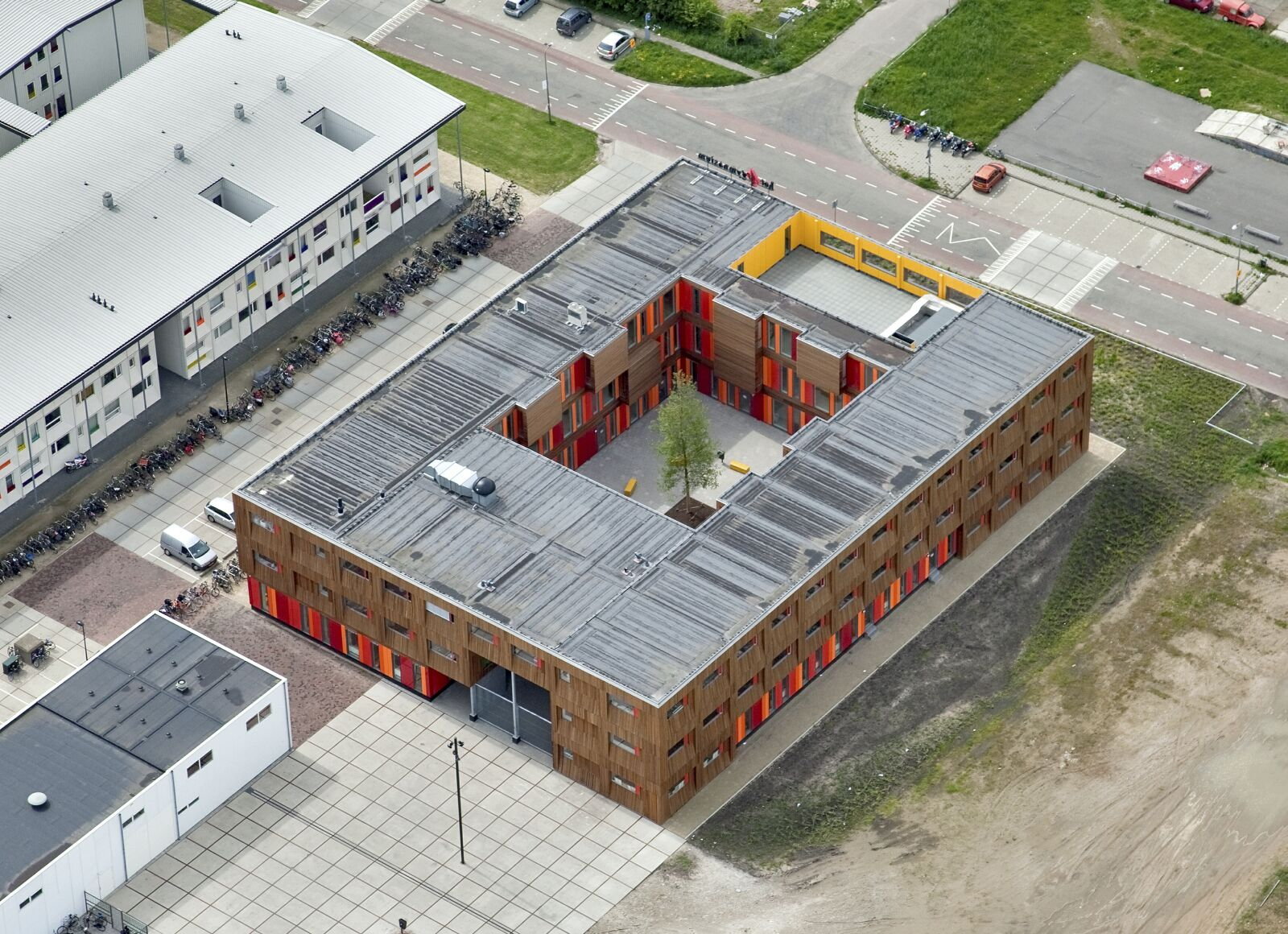
Het voormalige gebouw van het 4e Gymnasium met binnenhof op Strand West aan het IJ (2009)

Het 4e Gymnasium is een categoraal gymnasium in Amsterdam dat in 2005 is opgericht. De school is sinds oktober 2008 gevestigd in de Amsterdamse Houthaven in stadsdeel West. De school kenmerkt zich doordat een deel van het onderwijs in vakoverstijgende projecten wordt aangeboden. De school profileert zich met de (bijzondere) vakken film, sterrenkunde, theater en filosofie.

## Geschiedenis

### Ontstaansgeschiedenis
Tot 2005 waren er in Amsterdam drie categoriale gymnasia en een aantal scholengemeenschappen met een gymnasiumafdeling. Het aantal aanmeldingen op de categoriale scholen was al jaren hoger dan het aantal beschikbare plaatsen. In 2005 kwamen ter leniging van deze nood de drie bestaande categoriale gymnasia bijeen (het Barlaeus Gymnasium, het Vossius Gymnasium en het St. Ignatiusgymnasium). Ze besloten om, voor het eerst sinds 1957 (het Vondel), een nieuw gymnasium in Amsterdam te gaan stichten. Dit werd opgezet door Hans Verhage. Daartoe werd een samenwerkingsverband gezocht met een scholengemeenschap voor HAVO/VWO: het Cartesius Lyceum. Docenten van het nieuwe gymnasium waren veelal afkomstig van deze vier "moederscholen" en werkten aanvankelijk op twee scholen tegelijk. Ook de eerste rector Hans Verhage kwam vanuit de moederscholen.
Omdat de school een samenwerkingsverband is van verschillende "moederscholen", zijn er ook verschillende schoolbesturen bij het 4e Gymnasium betrokken: formeel valt de school onder het bestuur van de Esprit Scholengroep, dat een samenwerkingsverband is aangegaan met de Onderwijsstichting Zelfstandige Gymnasia (OSZG) – het bestuur waartoe ook het Barlaeus Gymnasium en het Vossius Gymnasium behoren.
In de eerste jaren (schooljaar 2005/2006 tot en met 2007/2008) bewoonde het 4e Gymnasium een voormalige basisschool aan het Van Oldenbarneveldtplein 16 in Amsterdam. Dit gebouw was met een luchtbrug verbonden met het Cartesius Lyceum aan het Frederik Hendrikplantsoen. Beide scholen werkten nauw samen.
Voor het schooljaar 2008/2009 verhuisde Het 4e Gymnasium naar een nieuw gebouw (Stavangerweg 902) en werd verzelfstandigd. Het gebouw stond op Strand West in de Houthaven aan de oever van het IJ. De school was ontworpen door Albert Herder van HvdNarchitecten en gebouwd rondom een binnenhof. Het betrof een zogenaamd semi-permanent gebouw dat bestaat uit vaste eenheden (modules) en dat na gebruik in de Houthaven zou worden gedemonteerd en elders hergebruikt. Het gebouw was berekend op circa 650 leerlingen. Het gebouw werd met ingang van schooljaar 2011/2012 te krap en de leerlingen uit klas 5 en 6 volgden een deel van hun lessen in het bijgebouw Klision (Stavangerweg 904) - een raad van leerlingen, Dèmos genaamd, is medeverantwoordelijk voor de gang van zaken en het beheer van het bijgebouw.
Met ingang van het schooljaar 2016/2017 is het 4e Gymnasium gehuisvest in wederom een nieuw gebouw, dit maal op Archangelweg 4. Dit gebouw, ontworpen door Paul de Ruiter en Noud Paes, ligt op ongeveer 200 meter afstand van de oude locatie. Het oude gebouw werd tegen de afspraak in in september 2016 gesloopt; de bij de bouw aangekondigde flexibiliteit bleek in de praktijk tegen te vallen, waardoor het nauwelijks opnieuw gebruikt kon worden, aldus de gemeente, het leverde een kostenpost van zes miljoen euro op.

### Groei en lotingsproblematiek
In de eerste schooljaren bestond de instroom van nieuwe leerlingen op Het 4e Gymnasium bijna uitsluitend uit uitgelote leerlingen van de andere gymnasia. Sinds het schooljaar 2007/2008 wordt volledig voorzien in een eigen inschrijving, zodat er op het 4e Gymnasium geen plaats meer is voor uitgelote leerlingen van de andere gymnasia. Voor het schooljaar 2009/2010 schreven zich zelfs 177 leerlingen in voor Het 4e Gymnasium, meer dan voor de traditioneel overvolle Barlaeus en Vossius gymnasia. Het gevolg was dat de school moest gaan loten, waarbij 37 leerlingen werden uitgeloot.
Daarmee was een hernieuwde krapte op de "gymnasiummarkt" in Amsterdam een feit. In april 2009 daagde een aantal ouders, verenigd onder de naam Gymnasium voor Iedereen - later opgegaan in Stichting Vrije Schoolkeuze Amsterdam, het 4e Gymnasium (en de gemeente Amsterdam en het St. Ignatiusgymnasium dat eveneens moest loten) voor de rechter. De eis was dat leerlingen van binnen de gemeente Amsterdam voorrang zouden krijgen bij inschrijving op deze scholen. De vordering werd echter ingetrokken toen bleek dat er op andere scholen voldoende gymnasiumplaatsen werden aangeboden voor alle uitgelote leerlingen.

## Mozaïekbank

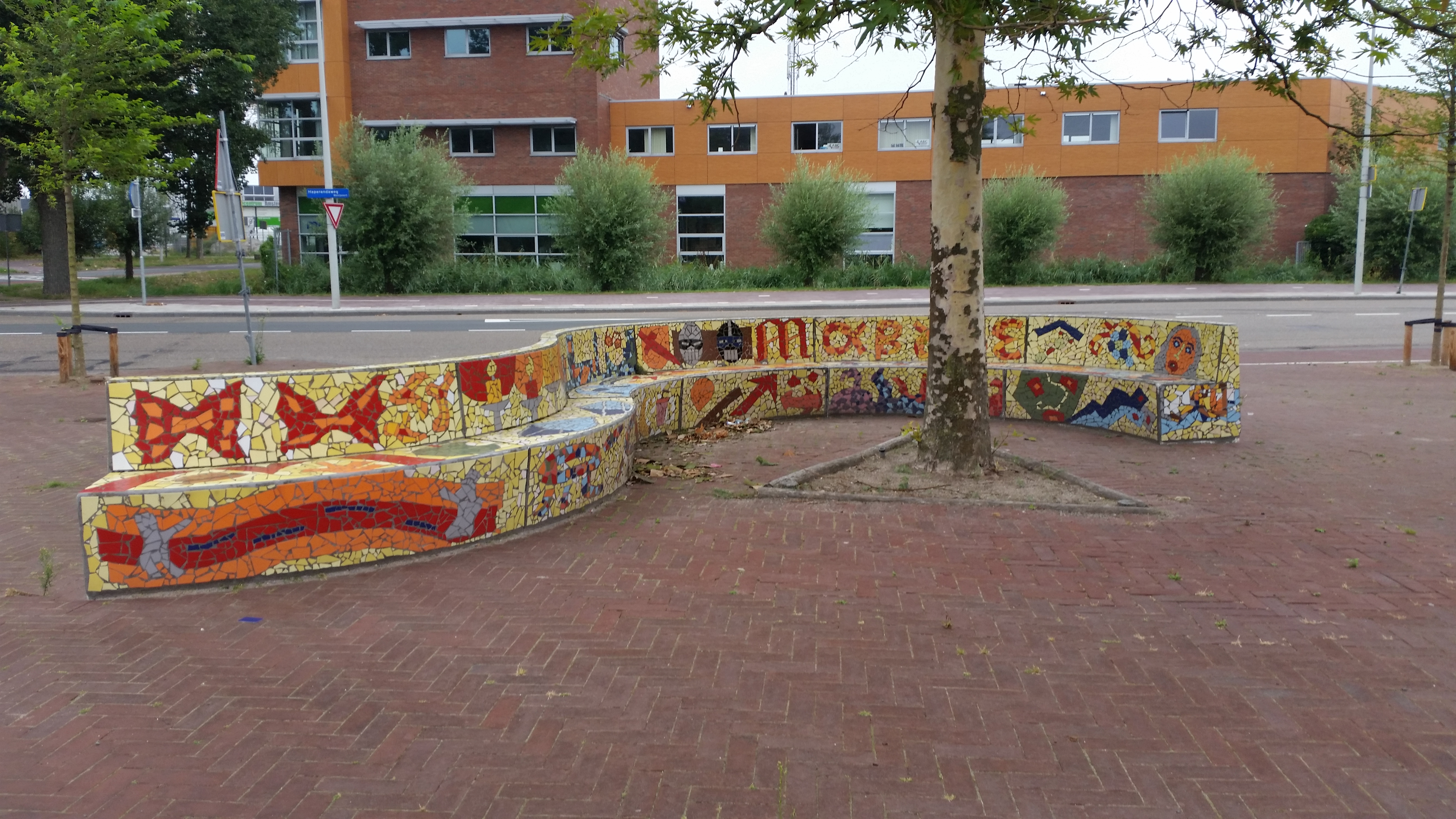
Mozaïekbank "De ontmoeting"

Voor de school staat een zogenaamde mozaïekbank, social sofa. Dit stukje toegepaste kunst, genaamd "De ontmoeting" is vervaardigd door leerlingen van het 4e gymnasium en het VMBO Nova College. In de oudbouw stond het op “het binnenhof”; bij de bouw van het nieuwe gebouw kwam het op het terrein te staan. De vormgeving is geïnspireerd op het werk van Antoni Gaudí. Het werd gemaakt na een gezamenlijke schoolreis van beide scholen naar Barcelona.